# مجلس نواب نيوزيلندا
مجلس نواب نيوزيلندا (بالإنجليزية: New Zealand House of Representatives)‏ هو الهيئة التشريعية في نيوزيلندا، ويتكون من 120 مقعداً، وهو المجلس الأدنى في برلمان نيوزيلندا.

## طالع أيضًا
- برلمان نيوزيلندا